# Pure Holocaust
A Pure Holocaust az Immortal norvég black metal együttes második nagylemeze. 1993. november 1-jén jelent meg, kiadója az Osmose Productions volt. Alapjáraton gyorsabb hangzású, mint az elődje, a Diabolical Fullmoon Mysticism. A dalszövegei a jégről, a hóról és kitalált tájakról szólnak.
Az albumon Grim van feltüntetve dobosként és a borítón is szerepel, azonban az albumot Abbath dobolta fel, mivel az új ütős a lemez keverési fázisában került a zenekarba.
Az albumcím miatt Németországban nácizmussal vádolták az Immortalt, Berlinben nem is engedték árusítani a Pure Holocaust-ot.
Elsőként az album CD-n és limitált LP-n, 1998-ban képlemezként is megjelent. Újonnan az előbbi kettőt 2005-ben adták ki.

## Számlista
Az összes dalszöveg szerzője Demonaz; az összes szám szerzője Abbath és Demonaz.
| 1.    | Unsilent Storms in the North Abyss              | 3:14 |
| 2.    | A Sign for the Norse Hordes to Ride             | 2:35 |
| 3.    | The Sun No Longer Rises                         | 4:19 |
| 4.    | Frozen by Icewinds                              | 4:40 |
| 5.    | Storming Through Red Clouds and Holocaustwinds  | 4:39 |
| 6.    | Eternal Years on the Path to the Cemetery Gates | 3:30 |
| 7.    | As the Eternity Opens                           | 5:30 |
| 8.    | Pure Holocaust                                  | 5:16 |
| 33:43 |                                                 |      |

## Közreműködők

### Immortal
- Abbath Doom Occulta – basszusgitár, ének, dob
- Demonaz Doom Occulta – gitár, dalszöveg

### További közreműködők
- Eirik Hundvin – producer
- Jannicke Wiese-Hansen – logó